# Coefficient prismatique
Le coefficient prismatique, ou coefficient longitudinal, est un coefficient utilisé en architecture navale pour concevoir, classer et comparer les carènes de navires. Il est égal au rapport du volume de la partie immergée au volume du prisme correspondant à l'aire du maître-couple multipliée par la longueur entre perpendiculaires.
Le coefficient prismatique est couramment noté CP ou par la lettre φ.
CP caractérise la finesse des formes de la carène dans le sens longitudinal. Il permet d'évaluer la distribution du volume immergé de la coque. Un CP bas signifie que la carène est très fine vers la proue et la poupe, alors qu'un coefficient élevé signifie que la carène est très large vers la proue et la poupe.
Les coques dites de forme ou à déplacement ont en général un CP bas. Les coques destinées à atteindre de hautes vitesses en régime hydrodynamique ont un CP élevé.